# Bryggeri Skovlyst
Restaurant Bryggeri Skovlyst er et dansk mikrobryggeri og spisested i Hareskoven.
Bryggeriet blev indrettet i et gammelt traktørsted fra 1893 ved Hareskoven i 2004 af ægteparret Jan og Kasia Olsen.
I foråret 2007 blev bryggeriaktiviteterne på restaurationbryggeriet udskilt i et selvstændigt selskab under navnet Skovlyst Production A/S .
Fra 2015 har Bryggeri Skovlyst og Skovlyst Production A/S været adskilte virksomheder uden nogle fælles aktiviteter. Skovlyst Production A/S øl produceres fortsat i Polen, Frankrig og Østrig,  hvorimod Bryggeri Skovlyst udelukkende får produceret sit øl på egen matrikel. 